# Phum
Phum (tiếng Khmer: ភូមិ) là đơn vị cư trú đồng thời là tổ chức xã hội cổ truyền của người Khmer ở nông thôn Nam Bộ Việt Nam cũng như tại Campuchia. 

## Việt Nam
Tại Việt Nam, phum là một kiểu cụm dân cư và nhiều phum hợp thành sóc (ស្រុក). Người đứng đầu phum là meh phum (mẹ phum). Phum trong tiếng Khmer có nghĩa là "vườn". Trong phạm vi một mảnh vườn có từ một đến nhiều gia đình (thường là 4, 5 gia đình) cùng huyết thống cư trú. Có hàng rào tre xanh bao quanh, có cổng phum, trong hàng rào có nhà ở, chuồng gia súc, đất vườn hay rẫy, mỗi phum đều có tên gọi riêng, thường là tên ông tổ tạo lập phum đặt ra.

## Campuchia
Ở Campuchia phum là đơn vị hành chính cấp bốn tại quốc gia này, dưới khum (ឃុំ). Người đứng đầu về mặt hành chính của phum là trưởng phum, thường có (các) vị phó trưởng phum giúp việc. Các trưởng phum có trách nhiệm báo cáo cho người đứng đầu khum (meh khum). Các trưởng phum thuộc quyền quản lý của Bộ Nội vụ Campuchia, cơ quan chịu trách nhiệm về các vấn đề hành chính và an ninh công cộng. Trước năm 2006, các trưởng phum được chính quyền khum chỉ định và cần có sự phê chuẩn của bộ Nội vụ sau khi được các khum đề cử. Tuy nhiên, năm 2006 Campuchia đã tổ chức cuộc bầu cử đầu tiên để người dân đi bầu chức vụ trưởng phum.